# Argyreia lawii
Argyreia lawii är en vindeväxtart som beskrevs av Charles Baron Clarke. Argyreia lawii ingår i släktet Argyreia och familjen vindeväxter. Inga underarter finns listade i Catalogue of Life.